# Bruce Dyer
Bruce Antonio Dyer (Ilford, 13 aprile 1975) è un ex calciatore inglese, di origine montserratiana.

## Biografia
Suo figlio Josiah è a sua volta un calciatore professionista.

## Carriera
Ha giocato in diverse squadre inglesi. La prima fu il Watford (stagione 1993-94), ma dopo un anno passò al Crystal Palace (|fu il primo giocatore al di sotto dei 20 anni nella storia del calcio inglese per cui fu spesa una cifra superiore al milione di sterline).
Dopo quattro stagioni fra Premiership e First Division passò dal Palace al Barnsley, con cui rimase poi per altre 5 stagioni, fino al 2003. Rimasto senza contratto, fu riacquistato dal Watford, con cui è rimasto fino al 2005.
Passò quindi (2005) allo Stoke City, con la cui maglia giocò 12 incontri prima di esser ceduto prima in prestito al Millwall (10 incontri), poi a titolo definitivo allo Sheffield United, con cui chiuse la stagione.
Nell'estate 2006 cambiò di nuovo casacca: andò al Doncaster Rovers. Nel corso del 2007, tuttavia, fu ceduto in prestito prima al Bradford City, poi al Rotherham. Tornato ai Doncaster Rovers, non trovò spazio, tanto che il 31 gennaio 2008 il contratto venne rescisso.
Ha disputato un incontro con la maglia della nazionale di Montserrat, un'amichevole contro l'Ashford Town nel settembre 2007.